# Bočna
Bočna – wieś w Słowenii, w gminie Gornji Grad. W 2018 roku liczyła 591 mieszkańców.